# Frank Suplie
Frank Suplie (* 28. August 1956; † 6. August 2002) war ein deutscher Journalist.
Nach seinem Abitur an der Bismarckschule in Elmshorn studierte Suplie Englisch und Sport und engagierte sich kommunalpolitisch im SPD-Ortsverein als Pressesprecher. Nach Tätigkeiten als freier Mitarbeiter für verschiedene Medien, darunter das Hamburger Abendblatt, die Pinneberger Zeitung und die Hamburger Rundschau, wurde Frank Suplie 1994 zunächst Leiter der Hamburger Redaktion und im April 1997 Nachfolger von Franz Müntefering als Chefredakteur des SPD-Parteiorgans Vorwärts. Gleichzeitig fungierte er auch als Geschäftsführer der Vorwärts Verlagsgesellschaft GmbH in Berlin. Gemeinsam mit dem ebenfalls aus Elmshorn stammenden Verlagskaufmann Jens Berendsen überarbeitete er das Konzept der monatlich erscheinenden Mitgliederzeitung grundlegend und konnte innerhalb von zwei Jahren einen Leseranstieg von 0,8 Millionen auf 1,2 Millionen pro Ausgabe verbuchen (dies entsprach einer Verdreifachung). Nach Differenzen mit der SPD-Parteiführung um eine Kooperation auf Verlagsebene mit der PDS schied Suplie 2002 aus der Vorwärts-Redaktion aus und arbeitete wieder als freiberuflicher Journalist.
Bis zu seinem Tode lebte Frank Suplie gemeinsam mit seiner Ehefrau in Seester. Suplie starb am 6. August 2002 an den Folgen eines Motorradunfalls in der Nähe von Berlin.